# Isar Aerospace
Isar Aerospace è un'azienda tedesca del settore aerospaziale con sede a Ottobrunn, sobborgo di Monaco di Baviera. Fondata nel 2018 come spin-out dell'Università tecnica di Monaco, l'azienda prende il nome dall'omonimo fiume che attraversa la capitale bavarese.

## Progetti
Attualmente la compagnia è impegnata nello sviluppo di Spectrum, un razzo a due stadi alimentato a combustibile liquido e progettato per lanciare fino a 1 000 chilogrammi in orbita terrestre bassa. Ha l'obiettivo di produrre autonomamente l'80% del razzo, servendosi della tecnologia creata da aziende della zona di Monaco.
Il 17 marzo 2025 è stata rilasciata una licenza di lancio da parte dell'Autorità norvegese per l'aviazione civile (Luftfartstilsynet). Il lancio inaugurale del razzo ha avuto luogo il 30 marzo dal centro spaziale di Andøya, rappresentando il primo tentativo di volo dall'Europa di un veicolo di lancio orbitale commerciale europeo. Seppure il razzo si sia schiantato in mare 30 secondi dopo il decollo, a seguito di una perdita di controllo, il test è stato comunque definito un "grande successo" da parte dell'amministratore delegato e co-fondatore Daniel Metzler.

## Finanziamento
Nel 2018 Isar Aerospace riceve i suoi primi investimenti da parte di Bulent Altan, ingegnere aerospaziale noto per il suo importante contributo a SpaceX, e da altri investitori.
Nell'aprile 2020 l'azienda si assicura un finanziamento di serie A da 17 milioni di dollari guidato da Earlybird e Airbus Ventures per costruire la sua piattaforma spaziale.
Nel dicembre 2020 ottiene ulteriori 75 milioni di euro di finanziamenti guidati da Lakestar, con la partecipazione di HV Capital, della coppia di investitori austriaci Ann-Kristin e Paul Achleitner, nonché di investitori precedenti.
Nel luglio 2021 la Porsche SE acquisisce una piccola partecipazione in Isar Aerospace. I termini finanziari dell'accordo non sono stati resi noti, ma è dato sapere che nel nuovo round di finanziamenti la startup ha raccolto circa 75 milioni di dollari. Porsche ha spiegato il suo investimento dichiarando che l'azienda aveva un grande potenziale per diventare un produttore leader europeo di veicoli di lancio.
Nel marzo 2023, l'azienda raccoglie 165 milioni di dollari di Serie C da 7-Industries Holding, Bayern Kapital, Lombard Odier e investitori precedenti.
Nel 2024 raccoglie ulteriori 70 milioni di dollari dal fondo innovazione NATO e da altri enti, come estensione di un precedente round di Serie C, portando il finanziamento complessivo oltre i 400 milioni di euro.

## Partenariati
Nell'aprile 2021 Isar Aerospace ha firmato un contratto con lo spazioporto di Andøya per l'affitto della rampa di lancio. L'accordo ha una durata di venti anni e consentirà alla società di lanciare il suo veicolo di lancio Spectrum.